# Athyrium newtonii
Athyrium newtonii är en majbräkenväxtart som först beskrevs av Bak., och fick sitt nu gällande namn av Friedrich Ludwig Diels. Athyrium newtonii ingår i släktet Athyrium och familjen Athyriaceae. Inga underarter finns listade.